# Katrin Dörre-Heinig
Juana Katrin Dörre-Heinig, nemška atletinja, * 6. oktober 1961, Leipzig, Vzhodna Nemčija.
Nastopila je na poletnih olimpijskih igrah v letih 1988, 1992 in 1996, leta 1988 je osvojila bronasto medaljo v maratonu, ob tem še četrto in peto mesto. Na svetovnih prvenstvih je osvojila bronasto medaljo v isti disciplini leta 1991. Štirikrat je osvojila Osaški maraton, trikrat Londonski maraton in Tokijski maraton, dvakrat Hamburški maraton ter po enkrat Berlinski maraton in Nagojski maraton.